# Giovanni Angelo Becciu
Giovanni Angelo Becciu, född 2 juni 1948 i Pattada, Sassari, Sardinien, är en italiensk kardinal, ärkebiskop och diplomat. Han var sostituto vid Heliga stolens statssekretariat, det vill säga kardinalstatssekreterarens närmaste man, från 2011 till 2018. Becciu var prefekt för Kongregationen för helgonförklaringar från 2018 till 2020.

## Biografi
Giovanni Angelo Becciu prästvigdes 1972 och avlade doktorsexamen i kanonisk rätt vid Påvliga diplomatiska akademin.
År 2001 utnämnde påve Johannes Paulus II Becciu till titulärbiskop av Rusellae och han biskopsvigdes den 1 december samma år av kardinal Angelo Sodano. Becciu var under de följande åren påvlig nuntie i Angola, São Tomé och Príncipe och Kuba.
Den 28 juni 2018 upphöjde påve Franciskus Becciu till kardinaldiakon med San Lino som diakonia. 
Den 16 december 2023 dömdes Becciu till fem och ett halvt års fängelse för ekonomisk brottslighet.

## Bilder

Kardinal Beccius diakonia
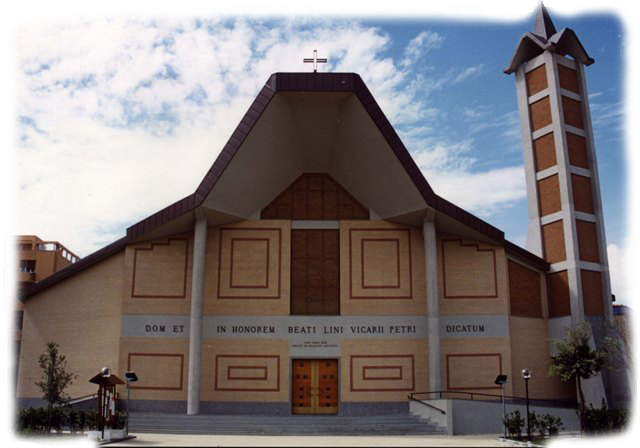
San Lino.